# Campeonato Sudamericano de Hockey sobre césped masculino de 2006
El Campeonato Sudamericano de Hockey sobre césped masculino de 2006 se llevó a cabo desde el 9 al 19 de noviembre de 2006. Tuvo la particularidad de jugarse dentro de los VIII Juegos Suramericanos realizados en Buenos Aires, Argentina, por lo que se entregó medallas de los juegos a los 3 equipos mejor ubicados.
Los dos primeros se clasificaron para los Juegos Panamericanos 2007.
El formato fue todos contra todos, con partido de medalla de bronce y final. Argentina fue bicampeona tras ganarle la final a Chile 6-0 y Perú tercero por primera vez en su historia, tras ganarle el partido por la medalla de bronce a Uruguay en penales australianos. Paraguay se retiró del torneo.

## Equipos participantes
- Argentina
- Brasil
- Chile
- Paraguay(Se retiró)
- Perú
- Uruguay

## Primera fase

### Grupo único
– Clasificados a la final.
     – Clasificados al partido por el tercer puesto.
| Equipo    | Pts | PJ | V | E | D | GF | GC | DIF |
| --------- | --- | -- | - | - | - | -- | -- | --- |
| Argentina | 10  | 3  | 3 | 0 | 0 | 31 | 0  | +31 |
| Chile     | 10  | 3  | 3 | 0 | 0 | 25 | 1  | +24 |
| Uruguay   | 6   | 4  | 2 | 0 | 2 | 7  | 16 | -9  |
| Perú      | 3   | 4  | 1 | 0 | 3 | 3  | 22 | -19 |
| Brasil    | 0   | 4  | 0 | 0 | 4 | 3  | 30 | -27 |

### Resultados
| 9 de noviembre, 2006 10:00                                |     |                        |  |  |
| Uruguay Andrés Vásquez 17' · Sebastian Castillos 56', 70' | 3–1 | Perú Alonso Vargas 55' |  |  |

| 9 de noviembre, 2006 14:00 |     |                             |  |  |
| Chile Thomas Kannegisser 11', 41', 46', 48' · Ian Koppenberger 20', 66' · Alan Stein 38' · Sebastian Kapsch 55' · Raimundo Valenzuela 63' | 9–1 | Brasil Luis Felipe Rews 22' |  |  |

| 11 de noviembre, 2006 14:00 |     | |  |  |
| Uruguay                     | 0–6 | Chile Ian Koppenberger 13' · Raimundo Valenzuela 19', 40' · Esteban Krainz 27' · Alan Stein 54', 64' |  |  |

| 11 de noviembre, 2006 16:00 |     | |  |  |
| Perú                        | 0–9 | Argentina Marco Alejandro Riccardi 9' · Innocente Lucas Argento 14', 56' · Lucas Rafael Rossi 24' · Rodrigo Luis Saliva 32', 46' · Gabriel Encinas 35' · Innocente Tomas Argento 45', 63' |  |  |

| 12 de noviembre, 2006 16:00 |      | |  |  |
| Perú                        | 0–10 | Chile Esteban Krainz 13', 28', 46' · Gabriel Thierman 16' · Pablo Khulenthal 33', 41' · Raimundo Valenzuela 43' · Thomas Kannegisser 53', 57' · Ian Koppenberger 62' |  |  |

| 12 de noviembre, 2006 18:00 |      |        |  |  |
| Argentina Innocente Lucas Argento 1', 40' · Lucas Rafael Rossi 4', 61' · Innocente Tomas Argento 6' · German Mariano Orozco 26', 38' · Marco Alejandro Riccardi 33' · Lucas Cammareri 37', 49', 65' · Juan Manuel Saladino 41', 63' · Agustín Esteban Corradini 50' · Rodrigo Luis Saliva 52' | 15–0 | Brasil |  |  |

| 14 de noviembre, 2006 14:00            |     |        |  |  |
| Perú Alonso Vargas 54' · Jan Henze 64' | 2–0 | Brasil |  |  |

| 14 de noviembre, 2006 18:00 |     | |  |  |
| Uruguay                     | 0–7 | Argentina German Mariano Orozco 11' · Lucas Rafael Rossi 20' · Rodrigo Luis Saliva 22' · Juan Manuel Saladino 31' · Marco Alejandro Riccardi 32', 58' · Innocente Lucas Argento 45' |  |  |

| 16 de noviembre, 2006 14:00               |     | |  |  |
| Brasil Gustavo Edger 50' · Guido Höck 70' | 2–4 | Uruguay Maximiliano Tixe 22' · Juan Andrés Cornalino 46' · Sebastian Castillos 55' · Fernando Martínez 66' |  |  |

| 16 de noviembre, 2006 18:00 |     |           |  |  |
| Chile                       | 0–0 | Argentina |  |  |

## Segunda fase

### Tercer puesto
| 16 de noviembre, 2006 18:00 |                                                                        |      |  |  |
| Uruguay                     | 0–0 (PS 0-3) Archivado el 24 de septiembre de 2015 en Wayback Machine. | Perú |  |  |

### Final
| 19 de noviembre, 2006 18:30 |     |       |  |  |
| Argentina                   | 6–0 | Chile |  |  |

| Campeón del Campeonato Suramericano 2006 |
| ---------------------------------------- |
| Argentina Segundo Título                 |

## Clasificación general
| Pos | Equipo    |
| --- | --------- |
| 1   | Argentina |
| 2   | Chile     |
| 3   | Perú      |
| 4   | Uruguay   |
| 5   | Brasil    |

## Clasificados a losJuegos Panamericanos 2007
| Bandera de Argentina | Bandera de Chile |
| Argentina            | Chile            |
| -------------------- | ---------------- |